# Andréi Beliáyev
Andréi Beliáyev –en bielorruso, Андрэй Беляев– es un deportista bielorruso que compitió en piragüismo en la modalidad de aguas tranquilas. Ganó dos medallas en el Campeonato Mundial de Piragüismo, oro en 1997 y plata en 1998, ambas en la prueba de C4 200 m.

## Palmarés internacional
| Campeonato Mundial | Campeonato Mundial | Campeonato Mundial | Campeonato Mundial |
| Año                | Lugar              | Medalla            | Competición        |
| ------------------ | ------------------ | ------------------ | ------------------ |
| 1997               | Dartmouth (Canadá) | Medalla de oro     | C4 200 m           |
| 1998               | Szeged (Hungría)   | Medalla de plata   | C4 200 m           |